# Evelyn Henry Wood

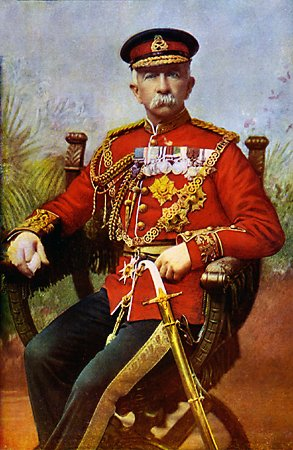
Evelyn Wood aus Celebrities of the Army, London 1900

Sir Evelyn Henry Wood VC, GCB, GCMG (* 9. Februar 1838 in Cressing, Braintree (Essex); † 2. Dezember 1919 in Harlow (Essex)) war ein britischer Feldmarschall, Sirdar (Oberbefehlshaber) der ägyptischen Armee und später Generalquartiermeister und Generaladjutant der britischen Armee.
Evelyn Wood war zu seiner Zeit – neben Roberts, Kitchener, Gordon und Wolseley – einer der wichtigsten Offiziere der britischen Armee und wesentlich an der militärischen Eroberung des viktorianischen Kolonialreiches beteiligt. Er zeichnete sich als 16-jähriger Seekadett auf der Krim aus, erwarb sich bei der Niederschlagung des Aufstandes in Indien das Viktoriakreuz, kämpfte an der Goldküste, in Südafrika, Ägypten und im Anglo-Ägyptischen Sudan, bevor er schließlich in die oberste Führungsspitze der britischen Streitkräfte aufstieg. Er wurde 1903 zum Feldmarschall ernannt und verfasste einige militärhistorische und autobiographische Werke, die zum Teil noch heute verlegt werden.

## Leben

### Herkunft und Jugend

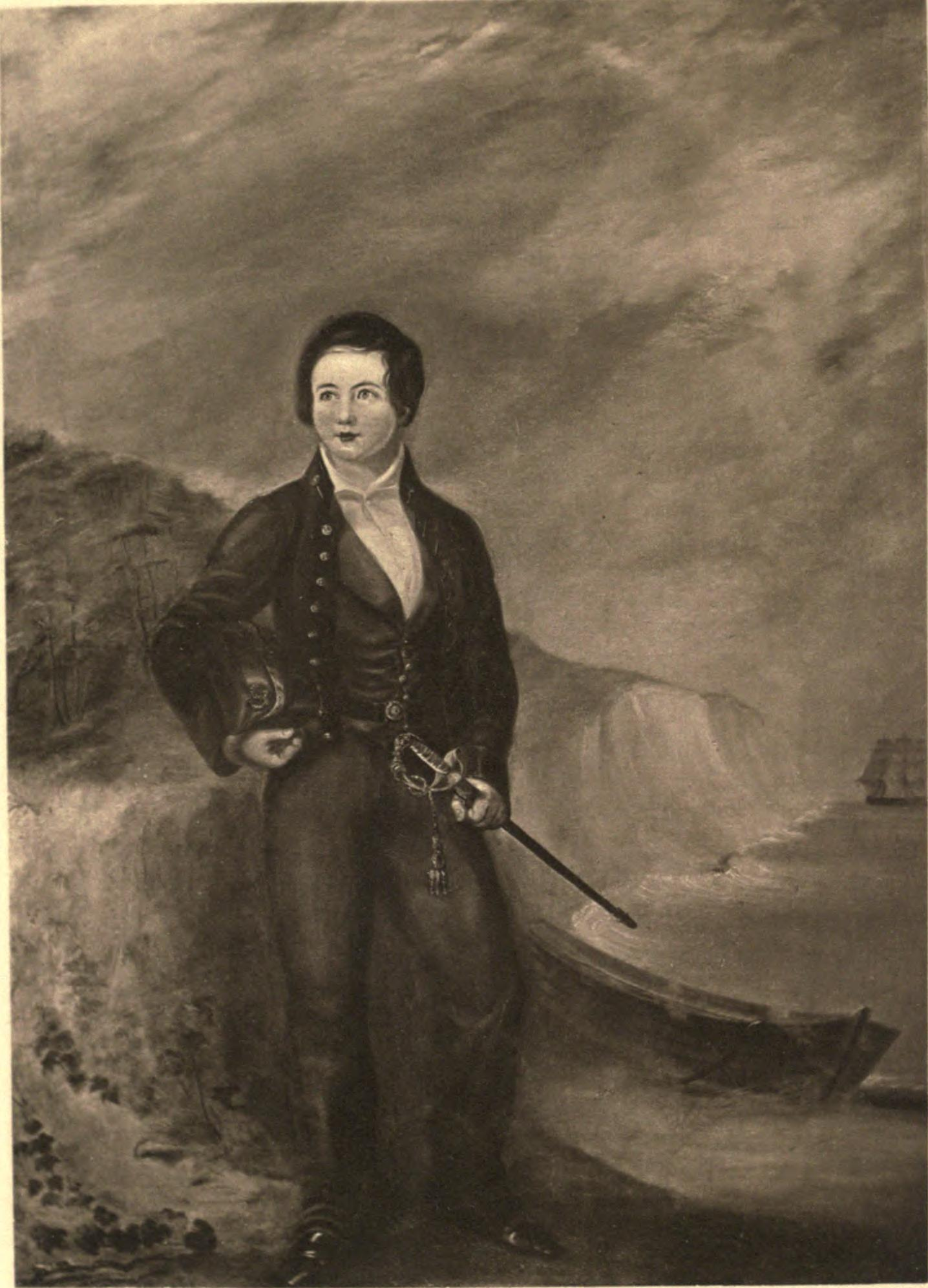
Evelyn Wood im Jahr 1852

Evelyn Wood wurde am 9. Februar 1838 im Pfarrhaus von Cressing geboren, wo sein Vater, Reverend Sir John Page Wood, 2. Baronet (1796–1866), ehedem Kaplan und Privatsekretär der Königin Caroline, Vikar war. Evelyns Mutter war Emma Caroline Michell, Tochter des Marineoffiziers Sampson Michell, der 1783 an Portugal 'ausgeliehen' und 1807 Oberbefehlshaber der portugiesischen Marine geworden war. Ihr Bruder war Sir Frederick Thomas Michell, Admiral der Royal Navy.
Die Woods waren zwar nicht wohlhabend, aber wegen ihrer verwandtschaftlichen Beziehungen nicht ohne Einfluss. Der Großvater väterlicherseits, Sir Matthew Wood, war von 1809 bis 1810 High Sheriff und von 1816 bis 1817 Lord Mayor of London gewesen. Er hatte neunmal hintereinander die City of London im Unterhaus vertreten und war 1837 von Königin Victoria als Baronet, of Hatherley House in the County of Gloucester, geadelt worden. Sein Sohn, Evelyns Onkel Sir William Page Wood, später Baron Hatherley, wurde 1868 unter Gladstone Lordkanzler. Ein weiterer Onkel, Western Wood, saß ebenfalls für die City of London im Parlament.
Das Ehepaar Wood hatte dreizehn Kinder, von denen sechs im Kindesalter starben. Evelyn war der dritte und jüngste der Söhne und das zweitjüngste Kind. Seine 1845 geborene jüngere Schwester war Katharine O’Shea, die Geliebte und Ehefrau des irischen Nationalistenführer Charles Stewart Parnell. Nach Erziehung und Ausbildung auf dem Marlborough College in Wiltshire, einer Internatsschule, die 1843 speziell für die Söhne anglikanischer Kleriker gegründet worden war, trat Evelyn am 15. April 1852 als 13-jähriger Midshipman in die Royal Navy ein.

### Krieg auf der Krim

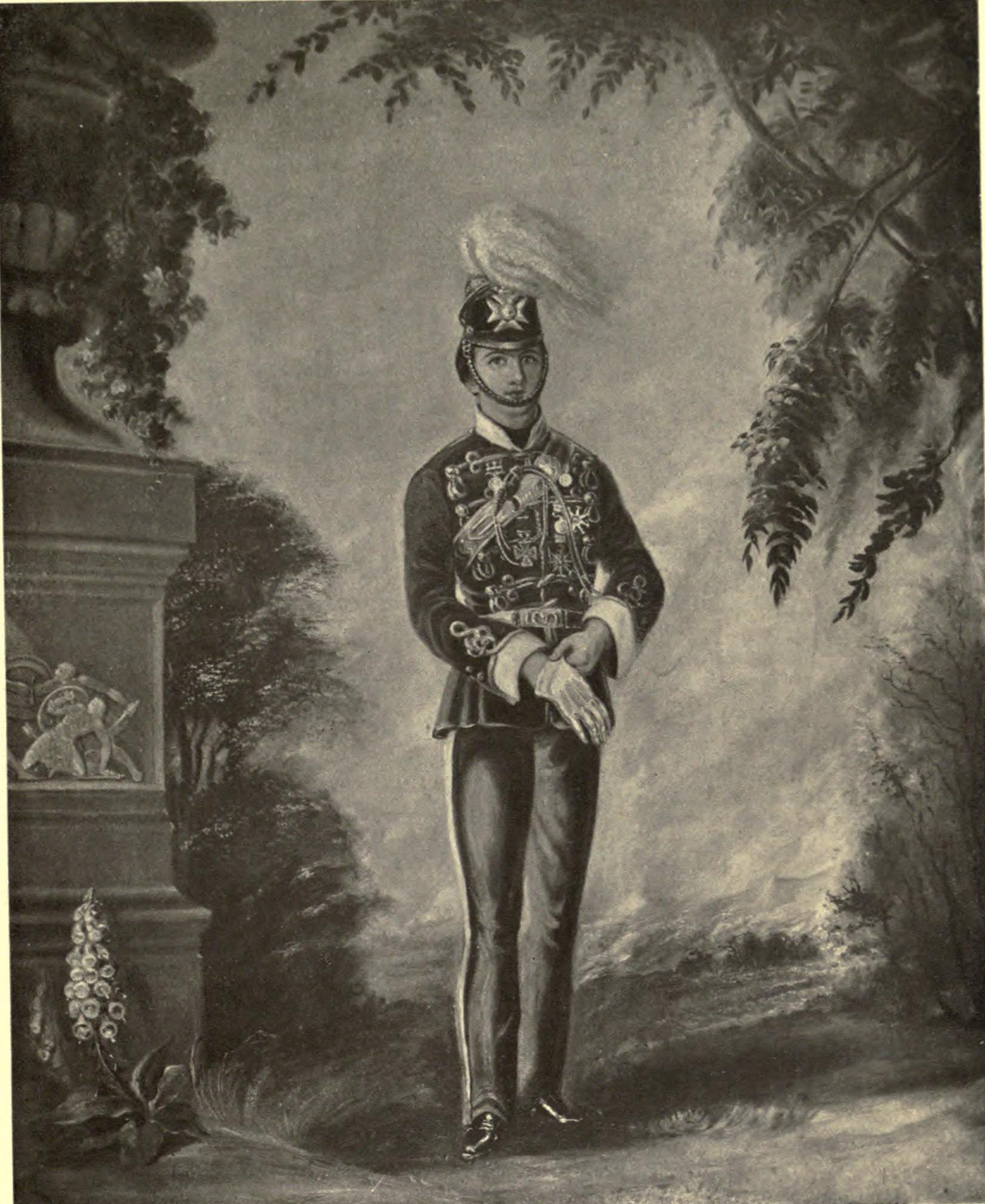
Wood als Cornet der 13th Light Dragoons, 1855

Im Jahr 1854 gehörte der Evelyn Wood zur Besatzung des Linienschiffes HMS Queen und nahm als Angehöriger der Naval Brigade (Marinebrigade) am Krimkrieg gegen Russland teil, in den das Vereinigte Königreich im März des Jahres auf der Seite des Osmanischen Reiches eingetreten war.
Die Naval Brigade war im September 1854 aus Besatzungsmitgliedern der vor der Halbinsel Krim liegenden britischen Kriegsschiffe zusammengestellt worden, weil sich die Notwendigkeit ergeben hatte, Schiffsgeschütze an Land zu bringen und von dort aus als Belagerungsartillerie einzusetzen. Die Matrosen und Seesoldaten wurden dort, insbesondere als Bedienmannschaften für die Geschütze, aber auch als Infanterie, an Land eingesetzt.
Wood nahm an der Schlacht von Inkerman und der Belagerung von Sewastopol teil. Am 18. Juni 1855, dem 40. Jahrestag der Schlacht bei Waterloo, begleitete er den stellvertretenden Kommandeur der Naval Brigade, Captain William Peel, der eine Gruppe mit Sturmleitern führte, beim erfolglosen Sturmangriff auf den Redan (eine Bastion der Befestigungen von Sebastopol) und wurde dabei schwer verwundet. Ein Schrapnellteil traf ihn unterhalb des linken Ellbogengelenks und zersplitterte den Knochen. Der Armeechirurg wollte den Unterarm zunächst amputieren, aber Wood weigerte sich und wurde zur Genesung nach England zurückgeschickt. Da eine Verwendung an Land mehr nach seinem Geschmack war als das Leben an Bord, verließ Wood die Royal Navy und wechselte am 7. September 1855 zu einem leichten Dragonerregiment, den 13th Light Dragoons. Seinen Dienstposten und sein Offizierspatent als Cornet erhielt er nicht – wie damals üblich – durch Kauf, sondern wegen seiner Verdienste auf der Krim unentgeltlich. Ein Empfehlungsschreiben seines ehemaligen Oberkommandierenden, Lord Raglan, hatte ihm den Weg geebnet. Als er sich in der Garnison der 13th Light Dragoons in Dorchester meldete, trug er noch immer den Arm in einer Schlinge.
Nachdem seine Wunde verheilt war – er hatte sich mehrere Knochensplitter mit eigener Hand entfernt –, wurde Wood Ende 1855, jetzt als Kavallerist, wieder Richtung Krim in Marsch gesetzt. Er kam am 22. Januar 1856 in Scutari (heute Stadtteil von Istanbul) an, infizierte sich mit Typhus und lag innerhalb weniger Wochen im Lazarett. Sein Zustand war so schlecht, dass man mit seinem baldigen Tod rechnete und die Eltern benachrichtigte. Seine Mutter, die sofort nach Scutari gereist war, nahm ihren Sohn mit nach England. Schon während der Heimreise besserte sich sein Zustand.
Midshipman Wood wurde während des Krimkriegs zweimal im Kriegsbericht erwähnt und mehrfach ausgezeichnet. Er erhielt – siebzehnjährig – die türkische und die britische Krim-Medaille (Crimean War Medal) mit zwei Spangen („Inkerman“ und „Sebastopol“), wurde Ritter der Ehrenlegion und Mitglied der 5. Klasse des türkischen Medjidie-Ordens. Für das 1856 geschaffene Victoriakreuz, die höchste britische Tapferkeitsauszeichnung, war er als dritter von sieben Angehörigen der Marinebrigade vorgeschlagen worden, hatte es aber nicht erhalten. Der genaue Grund dafür ist nicht bekannt. Wood selbst vermutete, dass die Admiralität keinem aus der Marine ausgeschiedenen Seemann einen so bedeutenden Orden verleihen wollte. Selbst die persönliche Intervention des Oberbefehlshabers der britischen Schwarzmeerflotte, Admiral Lord Lyons, konnte diese Entscheidung nicht ändern.
Seine Erinnerungen an den Krimkrieg, basierend auf seinem täglich geführten Tagebuch, veröffentlichte Wood 40 Jahre später in seinem Buch The Crimea (London, 1896).

### Sepoy-Aufstand und Victoriakreuz

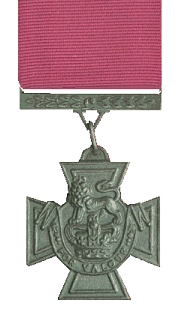
Viktoriakreuz

Am 1. Februar 1856 stieg Wood in den Rang eines Lieutenant der 13th Light Dragoons auf (sein Onkel William hatte ihm die Stelle gekauft) und wechselte am 9. Oktober 1857 zu den 17th Light Dragoons (Lancers), weil diese sich gerade nach Indien einschifften. Dort war im Mai der Sepoy-Aufstand ausgebrochen, der sich rasch zu einem Volksaufstand ausgeweitet hatte. Das Regiment kam im Dezember in Indien an und war im Mai 1858 einsatzbereit, als der Aufstand schon fast niedergeschlagen war.
Auch nachdem das britische Parlament in Erwartung des nahen Sieges im August 1858 den Government of India Act verabschiedet hatte, setzten Gruppen von Freischärlern den Kampf fort. Lieutenant Wood führte eine nächtliche Attacke von 15 Ulanen und einem Guide gegen 80 Aufständische im Dschungel von Sironji. Er konnte seine Feinde überraschen, einige von ihnen töten, ihre Waffen erbeuten und drei Gefangene befreien. Für diese Attacke am 19. Oktober 1858 wurde Wood mit dem Victoriakreuz, der höchsten Auszeichnung Großbritanniens für überragende Tapferkeit im Angesicht des Feindes, ausgezeichnet. Nach dem Sepoy-Aufstand erwarb Wood im April 1861 den Rang eines Captain der 17th Light Dragoons und im August 1862 wurde er zum Brevet-Major befördert. Im Oktober 1862 wechselte er zur Infanterie und wurde 1861 Captain des 73rd (Perthshire) Regiment of Foot. Von 1863 bis 1864 absolvierte er eine Generalstabsausbildung am Staff College Camberley. Im Juli 1865 wechselte er zum 17th (Leicestershire) Regiment of Foot. 1867 heiratete er Hon. Mary Pauline Southwell (um 1842–1891), die Schwester des 4. Viscount Southwell. Zeitweise unter Halbsold vom Armeedienst freigestellt begann er 1870 auch eine juristische Ausbildung am Middle Temple und wurde dort schließlich 1874 als Barrister zugelassen. 1871 wurde er Major des 90th Regiment of Foot und 1873 wurde er zum Brevet-Lieutenant-Colonel befördert.

### Aschanti-Krieg

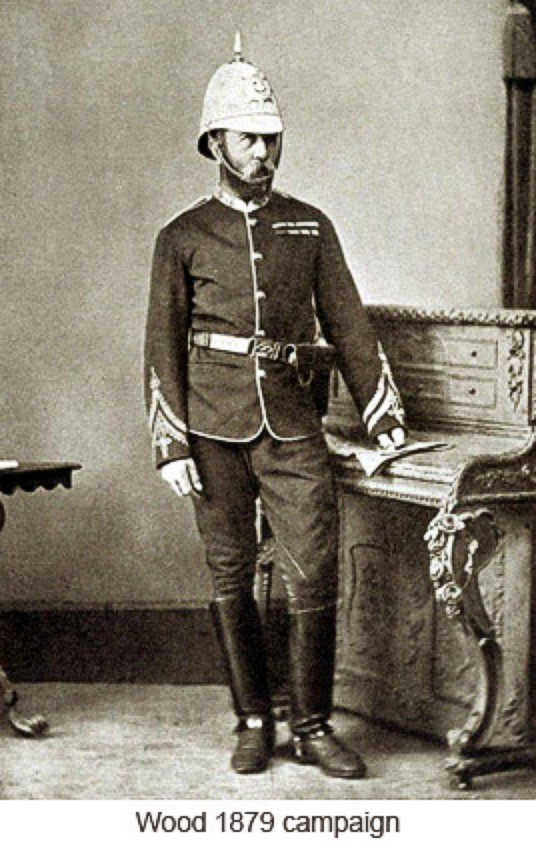
Wood als Brevet-Colonel im Zulukrieg, 1879

Von 1873 bis 1874 nahm Wood an der Goldküste am Aschanti-Krieg unter Garnet Joseph Wolseley teil. Wood gehörte zu den 35 Offizieren, die Wolseley für diesen Einsatz ausgewählt hatte und die später den sogenannten Ashanti-Ring bildeten. Die Gruppe erlangte durch gegenseitige Unterstützung einen bedeutenden Einfluss auf die viktorianische British Army und übernahm bis zum Ende des Jahrhunderts die führenden Positionen. Wood formierte in Afrika Wood's Regiment, einen Eingeborenenverband. In Anerkennung seiner dortigen Leistungen wurde er 1874 als Companion in den Order of the Bath aufgenommen und zum Brevet-Colonel befördert.

### Zulukrieg
1879 kämpfte Evelyn Wood im Zulukrieg. Zu Beginn des Feldzugs führte er die linke der fünf britischen Abteilungen, die von Utrecht in Richtung Kambula vorrückte. Nach der schweren Niederlage der Briten in der Schlacht bei Isandhlwana, stand Woods Abteilung allein im Zululand. Wood besiegte in der Schlacht von Kambula am 29. März, mit 2.000 Mann eine Zulu-Streitmacht von 25.000 Mann. Durch die Niederlage bei Kambula wurde die Moral der Sieger von Isandlwana deutlich geschwächt und die der Briten wiederhergestellt. Diese begannen ihre Armee umzustrukturieren und auf eine zweite Invasion vorzubereiten. An dieser und der Entscheidungsschlacht bei Ulundi nahm Wood als Kommandeur des fliegenden Korps teil.
Für seinen Einsatz im Zulukrieg wurde er im Juni 1879 als Knight Commander des Order of the Bath geadelt. Zurück in Großbritannien wurde er im Stab der britischen Armee in Irland eingesetzt im Dezember 1879 in den temporären Rang eines Brigadier-General befördert.

### Erster Burenkrieg
Evelyn Wood wurde 1881 im Ersten Burenkrieg eingesetzt. Dort wurde er nach dem Tod von General Colley in der Schlacht am Majuba Hill in den lokalen Rang eines Major-General befördert.
und zum Oberbefehlshaber der britischen Truppen in Natal ernannt. Nach Kriegsende wurde er zum 1881 zum substanziellen Major-General befördert und 1882 als Knight Grand Cross des Order of St. Michael and St. George ausgezeichnet.

### Sirdar der ägyptischen Armee
Evelyn Wood nahm 1882 am Anglo-Ägyptischen Krieg teil. Hier kommandierte er die 4. Brigade der 2. Division Generalleutnant Hamleys. Wolseley, der britische Oberbefehlshaber, setzte Hamleys Division bei Abukir ab um Ahmed Urabi Pascha zu verwirren. In der Schlacht von Tel-el-Kebir, an der Wood nicht teilnahm, wurde die ägyptische Armee durch Wolseley zerschlagen. 
Die ägyptische Armee wurde anschließend unter dem Kommando eines britischen Oberbefehlshabers, des Sirdar, neu aufgebaut. Von 1883 bis 1885 war Wood der erste Sirdar. Er erhielt ein Jahresgehalt von 5000 £. Im ägyptisch besetzten Sudan brach in dieser Zeit der Mahdi-Aufstand aus.
Am 16. Januar wurde Charles George Gordon beauftragt in den Sudan zu reisen, um ägyptische Truppen vor den Mahdisten zu retten. Gemeinsam mit Wood traf er am 26. Januar 1884 Evelyn Baring, Giegler Pascha und den ehemaligen Sklavenhändler Al-Zubayr Rahma. Al-Zubayr sollte zur Zusammenarbeit gegen den Mahdi-Aufstand bewegt werden und es wurde ihm die Position des Gouverneurs in Aussicht gestellt. Die Einsetzung Zubayrs wurde aber von der Regierung in London abgelehnt, die keinen ehemaligen Sklavenhändler an der Spitze Sudans sehen wollte.
Gordon wurde im März 1884 von den Mahdisten in Khartum eingeschlossen. Bei der daraufhin von Wolseley durchgeführten Gordon Relief Expedition, zur Rettung Gordons, spielte Woods neue ägyptische Armee keine aktive Rolle. Sie sicherte lediglich deren Verbindungslinien. Nach dem Abmarsch der britischen Truppen übernahm sie aber die Hauptrolle in der Abwehr der Mahdisten. Die von Wood aufgebaute Armee war später unter Lord Kitchener bei der Niederschlagung des Mahdi-Aufstandes siegreich.

### Einsatz in der Heimat

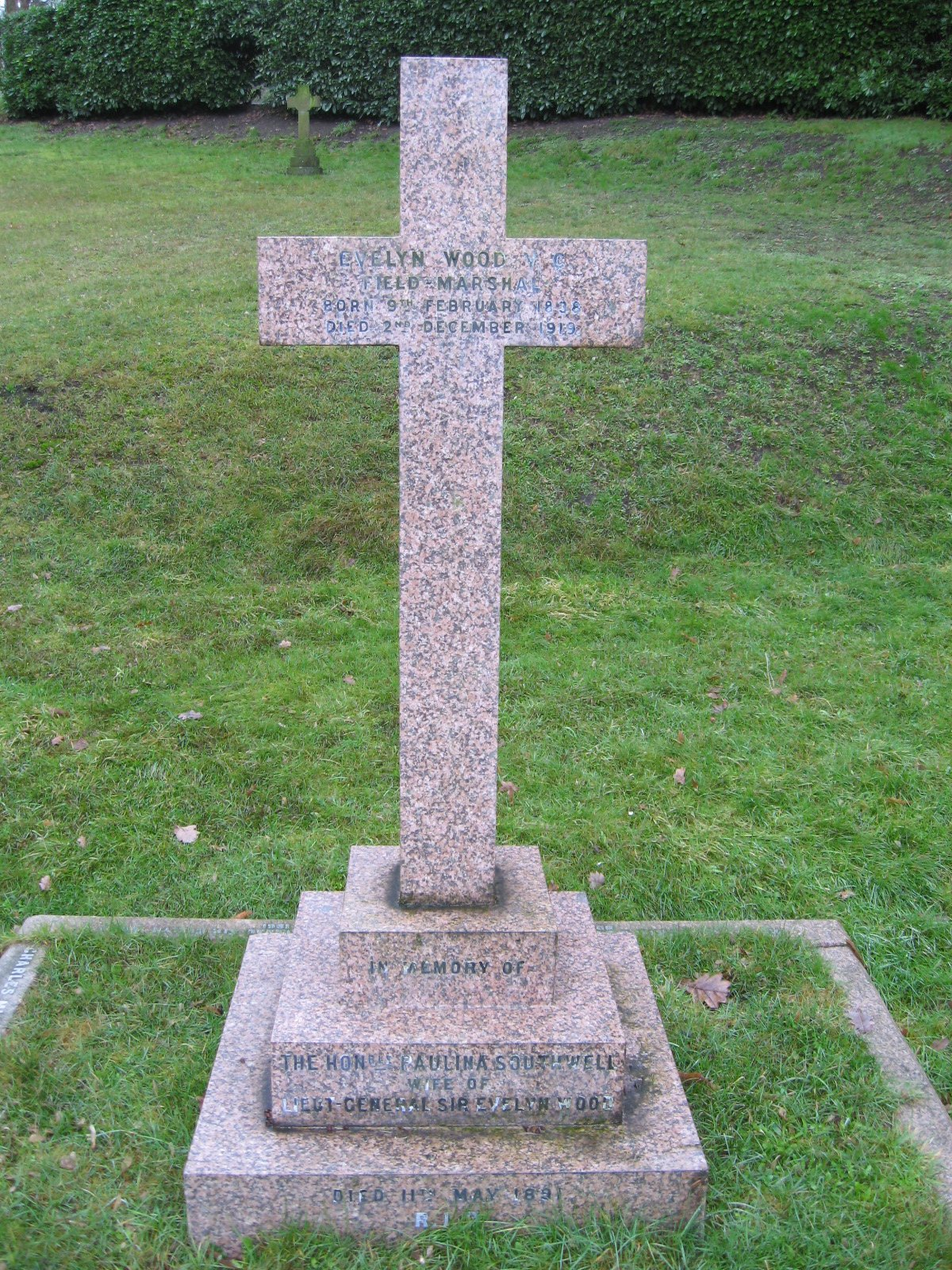
Woods Grab in Aldershot

1886 kehrte er nach Großbritannien zurück, wo er 1890 zum Lieutenant-General befördert und zum Knight Grand Cross des Order of the Bath erhoben wurde. Zuerst diente er als Generalquartiermeister im Kriegsministerium und von 1889 bis 1893 kommandierte er die Garnison Aldershot. 1895 wurde er zum General befördert und zum Kommandierender General des II. Armeekorps ernannt, welches 1903 zum Southern Command umfirmiert wurde. Im großen Manöver von 1903 kommandierte Wood eine der beiden Seiten während John French, der spätere Oberbefehlshaber der British Expeditionary Force im Ersten Weltkrieg, die andere Seite führte. Am 8. April 1903 erfolgte seine Ernennung zum Field Marshal und 1907 wurde er Colonel der Royal Horse Guards. 1911 bis 1919 war er Konstabler des Towers von London. 
Field Marshal Sir Evelyn Wood starb am 2. Dezember 1919 in Harlow, Essex und wurde an der Seite seiner 1891 verstorbenen Frau, Hon. Mary Paulina Southwell, mit der er sechs Kinder – drei Söhne und drei Töchter – hatte, auf dem Aldershot Military Cemetery in Hampshire beigesetzt. Sein Victoriakreuz befindet sich heute im National Army Museum in Chelsea, London.

## Werke
- Soldier in Zululand War. Vanity Fair, London 1879.
- The Crimea in 1854 and 1894. Chapman & Hall, 1896 (Nachdruck: Scholar’s Bookshelf, Cranbury, NJ/London 2005, ISBN 0-945726-51-1);
- The Cavalry in the Waterloo Campaign Sampson Low, London 1895 (Nachdrucke: Macmillan Education Australia Pty Ltd., 1998, ISBN 0-00-005121-7 und Worley Publications 1999, ISBN 1-869804-51-1).
- Achievements of Cavalry. George Bell & Sons, London 1897.
- From Midshipman to Field Marshal. 2 Bände, Methuen & Co., London 1906 (Nachdruck: Naval & Military Press, Uckfield, East Sussex, 2001, ISBN 1-84342-159-3) (Autobiographie, dt.: Vom Seekadetten zum Feldmarschall. Sigismund, Berlin 1910).
- The Revolt in Hindustan 1857–59. Methuen & Co., London 1908.
- British Battles on Land and Sea. With a History of the Fighting Services and Notes By the Editor. Cassell & Co., London 1915.
- Our Fighting Services and How They Made the Empire. Cassell & Co., London 1916.
- Winnowed Memories. Cassell & Co., London 1917.

### Biographisches
- Charles Williams: The Life of Lieutenant-General Sir Henry Evelyn Wood V.C. Sampson Low, Marston & Co., London 1892 (archive.org).
- Charles N. Robinson (Hrsg.): Celebrities of the Army. George Newnes Limited, London [um 1900/02].
- Wood, Sir Henry Evelyn. In: Encyclopædia Britannica. 11. Auflage. Band 28: Vetch – Zymotic Diseases. London 1911, S. 789–790 (englisch, Volltext [Wikisource]).
- The Register of the Victoria Cross. This England Books, Cheltenham 1981, ISBN 0-906324-07-6.
- Byron Farwell: Eminent Victorian Soldiers. Seekers of Glory. W. W. Norton & Company, 1988, ISBN 0-393-30533-3.
- David Harvey: Monuments To Courage. Victoria Cross Headstones & Memorials. Naval & Military Press, Uckfield, Sussex 1999, ISBN 1-84342-356-1.
- Stephen Manning: Evelyn Wood VC. Pillar of Empire. Pen & Sword, Barnsley, South Yorkshire 2007, ISBN 1-84415-654-0.

### Allgemeines über die Kolonialkriege
- Donald Featherstone: Victorian Colonial Warfare. Africa. From the Campaigns against the Kaffirs to the South African War. Cassell, London 1992, ISBN 0-304-34174-6.
- Ian Knight: Zulu War. Osprey Publishing, Oxford 2004, ISBN 1-84176-858-8.
- Leigh Maxwell: The Ashanti Ring. Sir Garnet Wolseley's Campaigns 1870–1882. Leo Cooper u. a., London 1985, ISBN 0-436-27447-7.
- Daniel Jircik: Noch 1.000 Flaschen Champagner bis Khartum. BoD – Books on Demand. 2021, ISBN 978-3-7543-0198-2.